# سرو عود چینی
سرو عود چینی (نام علمی: Calocedrus macrolepis) نام یک گونه از سرده سرو خوشبو است.